# EXTENDED
『EXTENDED』（エクステンデッド）は、日本の元女優・元歌手、片瀬那奈のカバー・アルバム。

## 概要
- CCCD。

## 収録曲
1. ミ・アモーレ〔Meu amor é…〕 (4:08)
  - 作詞：康珍化／作曲：松岡直也／編曲：平田祥一郎
  - 日本テレビ系「汐留スタイル!」Stylish Play。
  - 中森明菜のカバー曲。5thシングル。
2. 淋しい熱帯魚 (5:01)
  - 作詞：及川眠子／作曲：尾関昌也／編曲：CMJK
  - Winkのカバー曲。
3. TANGO NOIR (5:46)
  - 作詞：冬杜花代子／作曲：都志見隆／編曲：CMJK
  - 中森明菜のカバー曲。
4. Rock'n Rouge (3:53)
  - 作詞：松本隆／作曲：呉田軽穂／編曲：Nao Tanaka
  - 松田聖子のカバー曲。
5. C-Girl (4:47)
  - 作詞：森雪之丞／作曲：NOBODY／編曲：平田祥一郎
  - 浅香唯のカバー曲。
6. 禁断のテレパシー (4:11)
  - 作詞：秋元康／作曲：後藤次利／編曲：平田祥一郎
  - 工藤静香のカバー曲。6thシングル。
7. 木枯らしに抱かれて (4:15)
  - 作詞・作曲：高見沢俊彦／編曲：平田祥一郎
  - 小泉今日子のカヴァー曲。